# Тропіки

Зона тропіків (позначена червоним) на карті Світу

Тропіки або зворо́тники (від дав.-гр. τροπικός κύκλος — поворотний круг) — паралелі, які відстоять на 23°27' на північ і південь від екватора (між тропіком Рака і тропіком Козерога). 
В день літнього сонцестояння (21 червня) Сонце опівдні знаходиться в зеніті на північному тропіку, а в день зимового сонцестояння (22 грудня) — на південному. Лінії тропіків є крайніми точками перебування Сонця в полудень в зеніті, тобто над тропіками Сонце буває в зеніті один раз на рік, а в кожній точці між тропіками — двічі на рік.
Лінії тропіків є межами спекотного (жаркого) теплового поясу.